# Song to the Siren
«Song to the Siren» («Песня к Сирене») — песня, написанная Тимом Бакли и его партнером Ларри Бэкеттом, была издана на альбоме Тима «Starsailor» в 1970 году. Песня позже была включена в альбом «Morning Glory: The Tim Buckley Anthology», данная версия была взята из выступления на ТВ-шоу The Monkees, 25 марта 1968 года.
Пэт Бун издал свою версию песни в 1969 году на альбоме «Departure», до официального релиза альбома «Starsailor». Тем не менее, песня приобрела наибольшую известность в исполнении ею другими артистами после смерти Тима Бакли в 1975 году. Особую известность завоевала версия группы This Mortal Coil. Любимая песня режиссёра Дэвида Линча.

## История
Песня была написана в 1967 году, но Бакли был недоволен первыми её записями. В итоге финальная версия была издана тремя годами позже на альбоме «Starsailor». В ТВ-шоу The Monkees, Бакли исполнил песню в оригинальном фолк-звучании, играя соло на 12-и струнной гитаре, что несколько контрастировало с альбомной версией. Альбомная версия включала тяжелую реверберацию на электрической гитаре и высокий голос на бэк-вокале. В этом сравнении живая версия песни была более в духе lo-fi, без всяких эффектов, только голос Тима и его гитара. Кроме этого, версия 1968 года отличалась лирикой, так фраза — «I am puzzled as the oyster», позже была заменена на «I’m as puzzled as the new born child». По сообщениям, когда Тим играл песню Джуди Хенске, жене продюсера Тима, она просто рассмеялась над этой фразой.
Несмотря на это, Бакли и Беккет считали эту песню прекрасным результатом сотрудничества, позже Беккет скажет: «Это безупречное сочетание мелодии и лирики. Было что-то сверхъестественное между нами при работе над этой песней».
Песня отсылает к истории зазывания моряков сиренами, описанной в греческой мифологии, в «Одиссеи» Гомера. Сирена — мифическая полуженщина-полурыба, которая использует свой прекрасный голос, чтобы отвлечь моряков и, тем самым, направить их корабли на рифы. Лирический стиль Ларри Бекетта, вдохновленный литературным источником, противоречит более личному стилю Тима Бакли.

## Версия This Mortal Coil
Самая известная кавер-версия песни принадлежит проекту This Mortal Coil. Она вышла в качестве сингла в сентябре 1983 года и продержалась в UK Charts 3 недели, достигнув 66-й позиции 23 октября 1983 года. Более впечатляющих результатов песня добилась в UK Indie Charts, в которой она, благодаря устойчивому спросу покупателей, продержалась 101 неделю и заняла 4-е место среди всех песен 80-х годов, уступив лишь трем трекам: Bela Lugosi’s Dead группы Bauhaus (131 неделю), Blue Monday группы New Order (186 недель) и Love Will Tear Us Apart группы Joy Division (195 недель). Song to the Siren была включена в альбом группы 1984 года — It’ll End in Tears, который был выпущен через год после появления сингла. This Mortal Coil - название сборного проекта артистов лейбла 4AD, включая Элизабет Фрейзер и Робина Гатри, исполняющих песню.
После выхода сингла This Mortal Coil, в середине 80-х годов, записи Бакли подверглись переоценке. Выход этой кавер-версии также стал основным фактором возрождения интереса к музыканту и увеличению продаж его альбомов.

## Использование песни в саундтреках к фильмам
Версия This Mortal Coil звучит в фильме Дэвида Линча «Шоссе в никуда»(1997), однако она не входит в официальный саундтрек. Линч говорил, что Song to the Siren в исполнении This Mortal Coil вдохновила его на первые два альбома Джули Круз. Также он хотел использовать песню в фильме «Синий бархат», но не смог этого сделать в силу ограниченности бюджета. Кроме этого, песня была использована в трейлере 2003 года к фильму «Техасская резня бензопилой» и в последних сценах фильма «Милые кости». Кавер-версия израильского певца Ivri Lider была использована в фильме Итана Фокса «HaBuah». Оригинальная версия Тима Бакли использовалась в австралийском фильме Кэнди (2006) с Хитом Леджером и Эбби Корниш в главных ролях. История, рассказанная Дэном (Хитом Леджером), повествует о том, как он любит двух разных Кэнди — женщину с таким именем и героин.

## Другие кавер-версии
Песня обрела новую жизнь в транс-ремиксе Lost Witness «Did I Dream (Song to the Siren)», достигнув 28-й строчки в UK Singles Charts в 2002 году. Подобным образом семпл This Mortal Coil был использован в техно-ремиксе Messiah «Temple of Dreams».
В 2005 году был выпущен трибьют альбом Dream Brother: The Songs of Tim and Jeff Buckley, который включал песни Тима Бакли и его сына — Джеффа Бакли, в том числе песню «Song to the Siren» в исполнении Engineers. Этот кавер был основан на версии This Mortal Coil. Кроме этого, Song to the Siren была записана Робертом Плантом для альбома «Dreamland», Джоном Фрушанте для «The Empyrean», Laurie Freelove для её сольного альбома 1991 года «Smells Like Truth», пост-панк группой Half Man Half Biscuit для «The Peel Sessions», Шинед О'Коннор для «Music of Ireland: Welcome Home and Elex Cooke» и даже Брайаном Ферри для его альбома 2010 года «Olympia».
Экспериментатор электронной музыки Enduser использовал семплы «Song to the Siren» в исполнении This Mortal Coil в своём Breakcore-треке "West Side Breaks" из альбома 2004 года «From Zero» . Композиция сайд-проекта группы Scooter (Ratty-Sunrise) также копирует лирику оригинала.
17 января 2005 года в Англии, на музыкальном лейбле "Subtitles" (издающем Drum & Bass), вышел трэк финского музыканта Fanu «Siren Song», где так же был использован сэмпл This Mortal Coil.
Также на своих живых выступлениях песню исполняли Джордж Майкл, Брендан Перри и Дэвид Грэй.